# 山下弘文
山下 弘文（やました ひろふみ、1934年2月19日 - 2000年7月21日）は日本の自然保護活動家。長崎県出身。高知大学文理学部卒業。

## 略歴
長崎県長崎市出身。佐賀県水産試験場有明海分場（現・佐賀県有明水産振興センター）、長崎水族館勤務をへて、1973年長崎県諫早地区労事務局長。
1989年エコロジカルプランニング研究所代表。1997年諫早干潟緊急救済本部代表。1991年日本湿地ネットワーク (JAWAN)代表。1998年ゴールドマン環境賞を受賞。
諫早湾干拓事業に反対するなど、干潟の保護活動に努めた。

## 著作
- 『有明海・諫早湾からの報告：長崎県南部地域総合開発計画批判中間報告』（長崎県地方自治研究センター、1977年）
- 『環境破壊に抗して』（あど印刷、1979年）
- 『干潟を守る：有明海・諌早湾：開発とアセスメントに対する一住民の闘いの記録』（武蔵野書房、1980年）
- 『ルポエネルギー備蓄』（技術と人間、1983年）
- 『だれが干潟を守ったか：有明海に生きる漁民と生物』（農山漁村文化協会、1989年）
- 『ガス爆発：静岡駅前大惨事の真相』（影書房、1991年）
- 『豊かな海と野生シカの島：五島列島・野崎島だより』（北斗出版、1992年）
- 『ラムサール条約と日本の湿地：湿地の保護と共生への提言』（信山社出版、1993年）
- 『日本の湿地保護運動の足跡：日本最大の干潟が消滅する?有明海諌早湾』（信山社出版、1994年）
- 『西日本の干潟：生命あふれる最後の楽園』（南方新社、1996年）
- 『諫早湾ムツゴロウ騒動記』（南方新社、1998年）
- 『諌早に死す：山下弘文・自伝』（南方新社、2001年）